# Ctenosciara multispinosa
Ctenosciara multispinosa är en tvåvingeart som beskrevs av Wallace A. Steffan 1969. Ctenosciara multispinosa ingår i släktet Ctenosciara och familjen sorgmyggor. Inga underarter finns listade i Catalogue of Life.